# Pétiole (anatomie des insectes)
Cet article concerne l'anatomie des insectes. Pour les autres significations, voir Pétiole (homonymie).

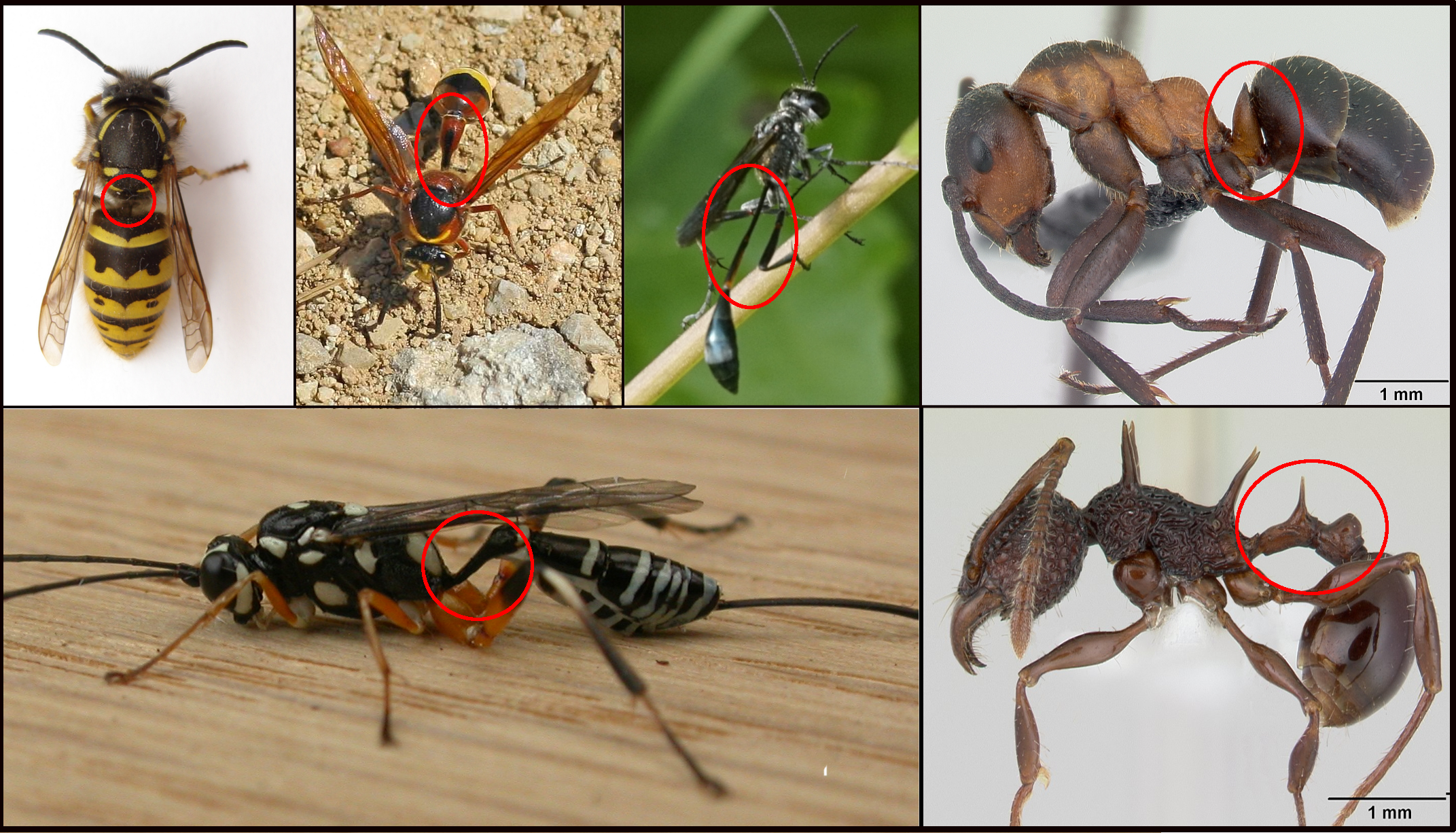
Diverses morphologies de pétioles. De gauche à droite et de haut en bas : Vespula vulgaris, Delta unguiculatum, Ammophila, Formica lugubris, Ichneumon promissorius et Acanthomyrmex ferox. Les deux fourmis présentent également un deuxième rétrécissement nommé post-pétiole.

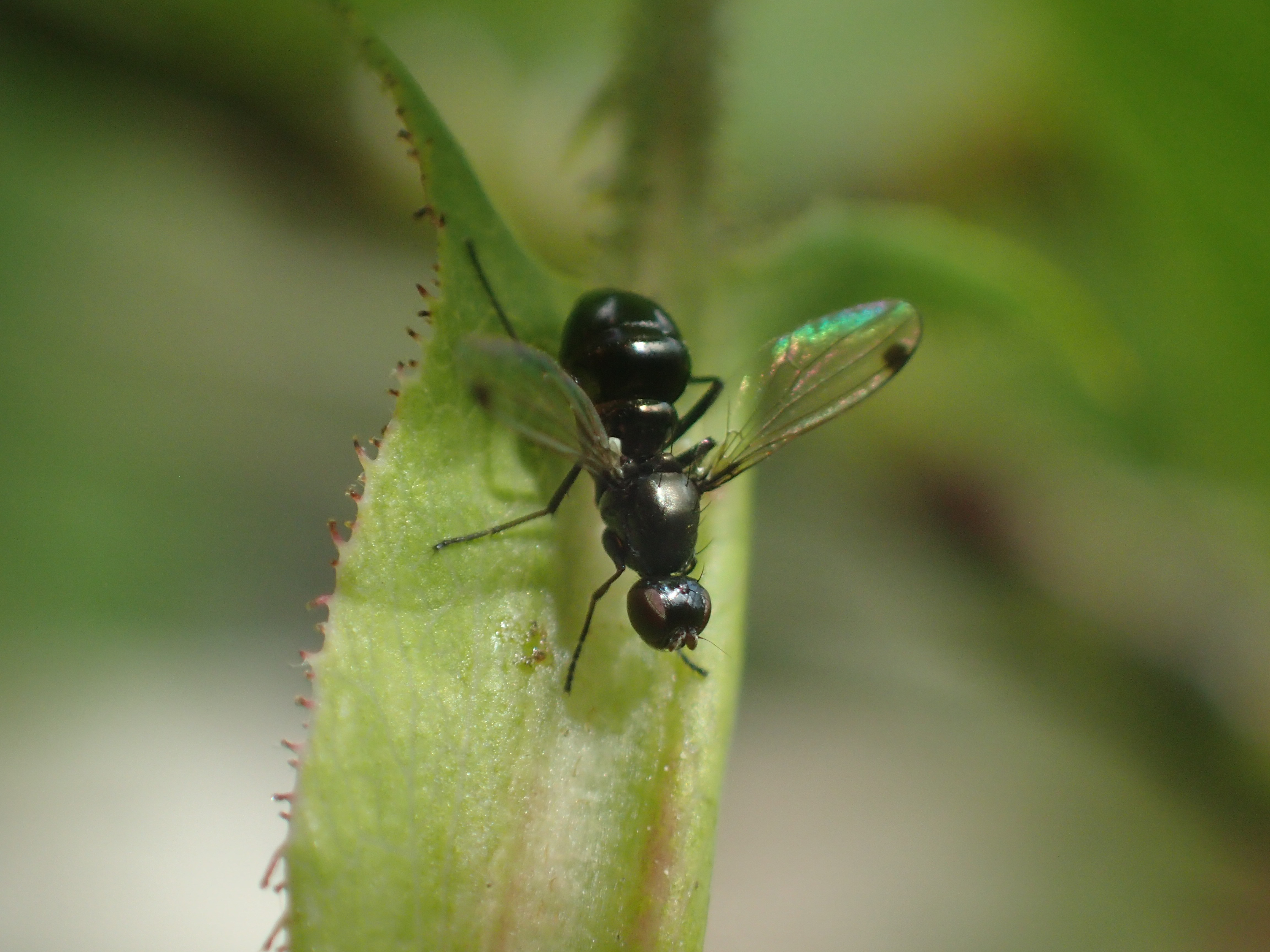
Sepsis fulgens, une petite mouche coprophage qui mime le pétiole et le post-pétiole des fourmis.

En entomologie, le pétiole est un étranglement de l'abdomen des insectes hyménoptères comme les abeilles, les fourmis et les guêpes. C'est la « taille de guêpe » formant un cylindre plus ou moins long et fin selon les espèces. Il relie la partie de l'abdomen où se situent les organes digestifs et sexuels au thorax, où se situent les muscles actionnant les ailes et les pattes,.
Plus précisément, le pétiole est une déformation du deuxième segment abdominal (nommé tergite), le premier segment étant fusionné avec le thorax. Dit autrement, il forme la limite entre le mésosome et le métasome.
La présence de pétiole est la définition majeure du groupe des hyménoptères Apocrites, ce qui les oppose aux Symphytes. Chez les fourmis, le troisième segment est parfois nommé « post-pétiole » lorsqu'il est également rétréci. Dans ce cas, il est souvent orné de nœuds et d'écailles caractéristiques. Toujours en myrmécologie, la partie renflée de l'abdomen située après le pétiole est nommée le gastre. 
Le rôle physiologique du pétiole est le transport des fluides entre les deux organes, tout en assurant une mobilité extrême. Il constitue également un échangeur de chaleur durant le vol, permettant la thermorégulation du corps de l'insecte en équilibrant les températures du thorax et de l'abdomen,.
Cette formation existe également chez les araignées. Il est particulièrement visible chez les espèces mimant les fourmis comme la Saltique fourmi. En arachnologie, ce rétrécissement entre le céphalothorax et l'opisthosome est nommé « pédicule » ou « pédicelle » alors que ce dernier terme est réservé aux antennes en entomologie.